# Lillån, Östergötland
För andra betydelser, se Lillån.

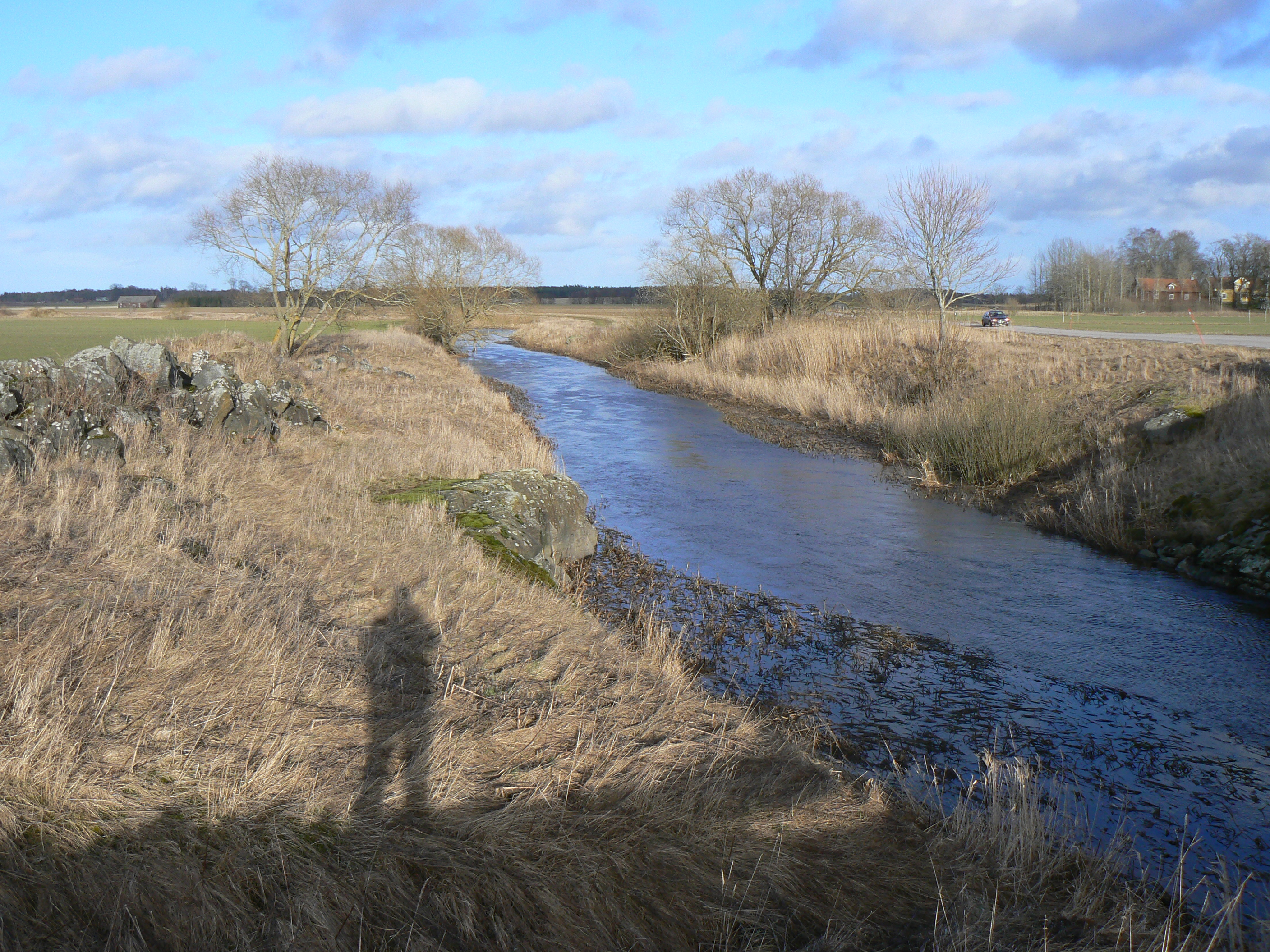
Lillån vid länsväg 1030 (Linköping - Västerlösa)

Lillån är ett vattendrag i Linköpings och Mjölby kommuner. Den rinner upp i sjön Värmlången i skogstrakterna väster om Ulrika. Ån rinner norrut förbi Västra Harg och mynnar i Svartån nära Ledberg. Dessförinnan passerar ån Östra Tollstad och Sjögestad. 
Längs sin väg över det östgötska slättlandskapet har Lillån på flera ställen ett meandrande lopp. Lillåns totala avrinningsområde är 520 km². Den är Svartåns största biflöde. Dess eget största biflöde är Kapellån från höger, som avvattnar de största sjöarna i flodområdet, till exempel Bjärsen.